# Уэйнрайт, Джордж
Джордж Эдуард Уэйнрайт (англ. George Edward Wainwright; 2 ноября 1861, Рэдкар, Норт-Йоркшир — 31 августа 1933, Англия) — английский шахматист.
Чемпион Британии среди любителей (1889). Многократный участник матчей по телеграфу.

## Спортивные результаты
| Год  | Город  | Соревнование                                                               | + | − | = | Результат | Место |
| ---- | ------ | -------------------------------------------------------------------------- | - | - | - | --------- | ----- |
| 1885 | Лондон | 1-й конгресс Британского шахматного союза                                  | 8 | 5 | 2 | 9 из 15   | 7     |
| 1889 | Лондон | Чемпионат Британии среди любителей                                         |   |   |   | из        | 1     |
| 1899 |        | Матч по телеграфу Англия — США (8-я доска, против Фрэнка Джеймса Маршалла) | 0 | 0 | 1 | ½ из 1    |       |
| 1907 |        | Матч по телеграфу Англия — США (10-я доска, против Альфреда Робинсона)     | 1 | 0 | 0 | 1 из 1    |       |
| 1909 |        | Матч по телеграфу Англия — США (4-я доска, против Германа Фойгта)          | 0 | 1 | 0 | 0 из 1    |       |
| 1910 |        | Матч по телеграфу Англия — США (6-я доска, против Сэмюэла Стэйдлмена)      | 1 | 0 | 0 | 1 из 1    |       |